# Kirundi
Kirundi is een Bantoetaal (D62 in Guthries classificatie; rn in ISO 639-1) gesproken door ongeveer zes miljoen mensen in Burundi (de Rundi of Barundi) en aangrenzende delen van Tanzania en Congo-Kinshasa.
Kirundi is zeer nauw verwant met het Kinyarwanda, de taal van het buurland Rwanda, beide talen zijn onderling zonder enige moeite te verstaan. Wel is het zo dat sprekers van het Kirundi bij het horen van nog maar enkele woorden in het Kinyarwanda onmiddellijk doorhebben het met een Kinyarwanda-spreker te doen te hebben, en andersom. Het kan beargumenteerd worden dat beide talen in feite één en dezelfde taal vormen; dit is te vergelijken met het Nederlands uit Nederland en het Nederlands uit België, beide taalvarianten behoren tot dezelfde taal, ondanks de regionale verschillen in uitspraak en woordenschat.